# Im Rosengarten
Im Rosengarten ist ein Roadmovie von Leis Bagdach. Der Debütfilm mit Kostja Ullmann in der Hauptrolle als erfolgreicher Berliner Rapper, der sich gemeinsam mit seiner syrischen Halbschwester auf eine Winterreise quer durch Deutschland begibt, feierte am 1. Juli 2024 beim Filmfest München seine Weltpremiere.

## Handlung
Auf dem Höhepunkt seiner Karriere findet sich der Popstar Yakoub in einer Sinnkrise wieder. Da bekommt er überraschend eine Nachricht seinen Vater betreffend, der vor über 30 Jahren seine Mutter verlassen hat und Hals über Kopf in sein Heimatland Syrien zurückgekehrt ist. Jetzt ist er erneut nach Deutschland gereist, hat dort aber kurz nach seiner Ankunft einen Herzinfarkt erlitten und liegt in einem Krankenhaus im Koma. Er hat Yakoubs 15-jährige Halbschwester Latifa mit in das Land gebracht, die kein Wort Deutsch versteht, während der mit seiner Herkunft hadernde Deutschsyrer kein Arabisch spricht. Beharrlich heftet sich Latifa an seine Fersen.

## Produktion

### Regie und Drehbuch
Regie führte Leis Bagdach, der auch das Drehbuch schrieb. Er ist bekannt als Autor für Constanze Knoches Filme Die Familie und Die Besucher. Bagdach wurde als Sohn einer deutschen Mutter und eines syrischen Vaters in Köln geboren, studierte an der Universität Leipzig Germanistik und Theaterwissenschaften und lebt seit 2000 in Berlin, wo er als freier Autor für Theater, Film und Fernsehen tätig ist. Im Rosengarten ist sein Debüt als Regisseur. Filmeditorin Claudia Wolscht und der Regisseur arbeiteten bereits für das Filmdrama Fernes Land zusammen, für das Bagdach ebenfalls das Drehbuch schrieb.

### Besetzung und Filmmusik

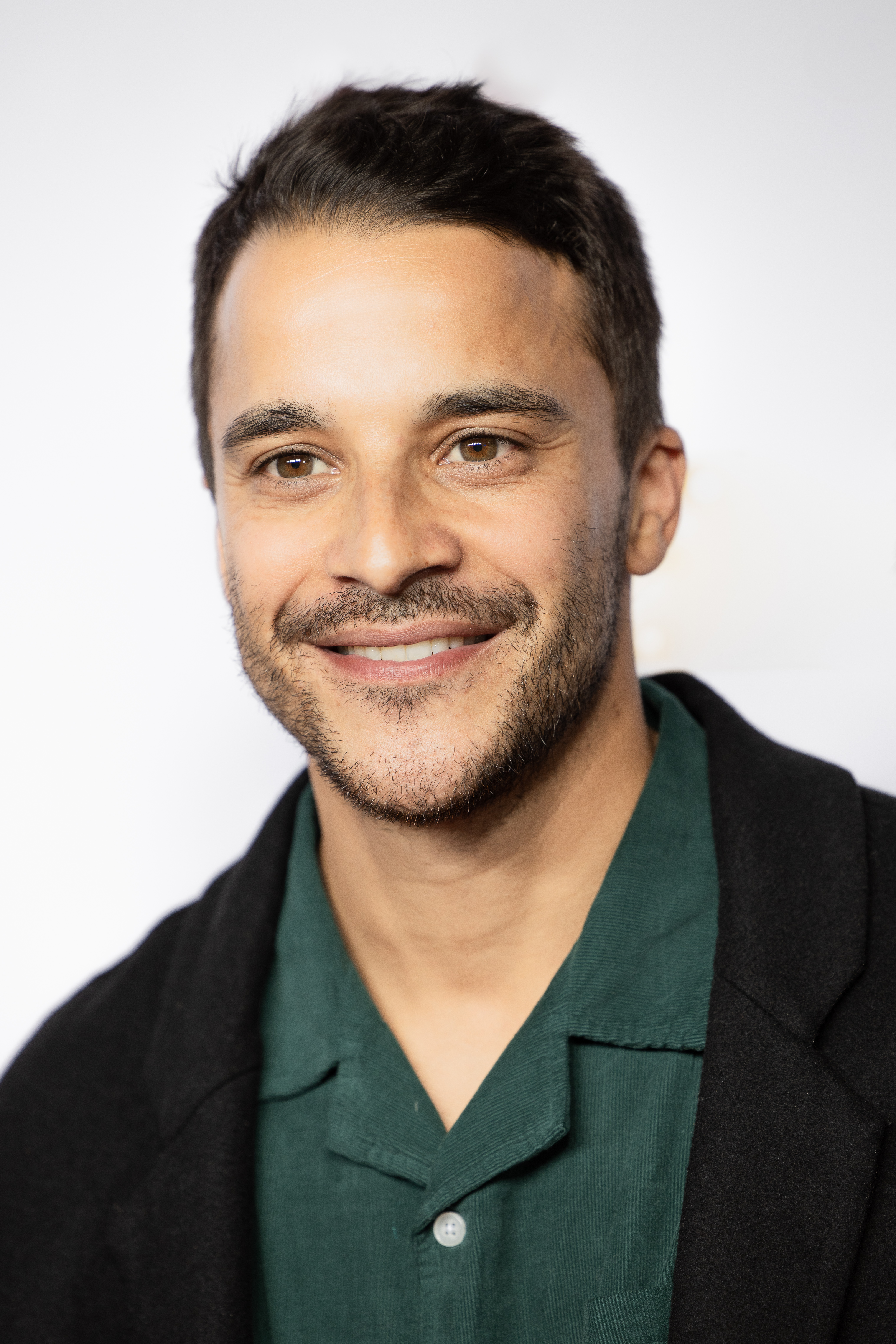
Kostja Ullmann spielt in der Hauptrolle den Musiker Yak

Kostja Ullmann spielt in der Hauptrolle den Rapper Yakoub „Yak“ Hallo aka FTHR. Safinaz Sattar, die zuletzt in der Miniserie Unorthodox und dem Film Paradiesvogel von Jannik Weiße zu sehen war, spielt seine 15-jährige Halbschwester Latifa. Der deutsch-syrische Schauspieler Husam Chadat ist in der Rolle ihres gemeinsamen Vaters zu sehen. Weitere Rollen wurden mit Tom Lass, Verena Altenberger, Petra Schmidt-Schaller, Ursula Werner und Bayan Layla besetzt. Der Musiker und Rapper Nico Seyfrid (K.I.Z), der auch zwei Songs für den Film komponierte, gibt zudem gibt sein Debüt als Schauspieler.

### Filmförderung und Dreharbeiten
Der Film erhielt vom Deutschen Filmförderfonds eine Produktionsförderung in Höhe von 319.900 Euro, von der MfG – Medien- und Filmgesellschaft Baden-Württemberg in Höhe von 400.000 Euro, von der Film- und Medienstiftung NRW in Höhe von 250.000 Euro und von der Mitteldeutschen Medienförderung eine Nachwuchsförderung in Höhe von ebenfalls 250.000 Euro.
Die Dreharbeiten fanden von Anfang Februar bis Mitte März 2023 in Halle/Leipzig, Köln und im Nordschwarzwald statt, hier unter anderem in und um Freudenstadt. Als Kameramann fungierte Andreas Bergmann, der zuletzt für Knoches Fernsehfilm Die Familie und die Folge Die Tränen der Mütter der Erzgebirgskrimireihe tätig war.

### Marketing und Veröffentlichung
Der erste Trailer wurde Ende Mai 2024 vorgestellt. Die Weltpremiere des Films fand am 1. Juli 2024 beim Filmfest München statt, wo 2012 bereits Constanze Knoches Filmdrama Die Besucher gezeigt wurde, für das Bagdach das Drehbuch schrieb. Ende August 2024 wurde Im Rosengarten beim Festival des deutschen Films vorgestellt. Anfang April 2025 wird der Film bei Achtung Berlin gezeigt.

## Auszeichnungen
Achtung Berlin 2025
- Nominierung im Wettbewerb Spielfilm[9]

Filmkunsttage Sachsen-Anhalt 2024
- Schauspielförderpreis für Safinaz Sattar[10]

Festival des deutschen Films 2024
- Nominierung für den Filmkunstpreis
- Nominierung für den Rheingold Publikumspreis[8]

Filmfest München 2024
- Nominierung für den Förderpreis Neues Deutsches Kino – Regie (Leis Bagdach)
- Nominierung für den Förderpreis Neues Deutsches Kino – Drehbuch (Leis Bagdach)
- Nominierung für den Förderpreis Neues Deutsches Kino – Produzentische Leistung (Holm Taddiken)
- Nominierung für den Förderpreis Neues Deutsches Kino – Schauspiel (Safinaz Sattar)[11]